# Windeck
Windeck település Németországban, azon belül Észak-Rajna-Vesztfália tartományban. Lakosainak száma 19 254 fő (2023. december 31.).

## Népesség
A település népességének változása:
| Lakosok száma | 17 468 | 18 937 | 18 773 | 18 864 | 19 203 | 19 254 |
|               | 1975   | 2017   | 2019   | 2021   | 2022   | 2023   |